# Елотузумаб
Елотузумаб (англ. Elotuzumab, відомий під торговою назвою Емплісіті — гуманізоване моноклональне антитіло (класу IgG1), яке використовується в комбінації з леналідомідом та дексаметазоном у дорослих, які отримали від 1 до 3 попередніх видів терапії для лікування множинної мієломи. Він також показаний дорослим пацієнтам у комбінації з помалідомідом та дексаметазоном, які отримали 2 попередні види терапії, включаючи леналідомід та інгібітор протеази. Елотузумаб застосовується внутрішньовенно. Елотузумаб є імуностимулюючим антитілом, яке діє на члена родини сигнальних лімфоцитарних активаційних молекул 7 (SLAMF7) за допомогою двох механізмів. Разом із внутрішньовенним введенням елотузумабу слід вводити дексаметазон, ранітидин, димедрол та парацетамол. Препарат спільно розробляють «Bristol-Myers Squibb» та «AbbVie».
Поширеними побічними ефектами елотузумабу з леналідомідом та дексаметазоном є підвищена втомлюваність, діарея, гарячка, запор, кашель, периферична нейропатія, назофарингіт, інфекції верхніх дихальних шляхів, зниження апетиту та пневмонія. Найпоширенішими побічними ефектами елотузумабу з помалідомідом та дексаметазоном є запор та гіперглікемія. Інформація щодо застосування елотузумабу вагітним жінкам відсутня.
У травні 2014 року FDA надало елотузумабу статус проривної терапії для множинної мієломи. Початкове схвалення FDA елотузумабу у 2015 році в комбінації з леналідомідом та дексаметазоном було здійснено на основі результатів, проілюстрованих у дослідженні ELOQUENT 2. У травні 2016 року Європейська комісія та ЄС надали препарату аналогічне схвалення. Крім того, результати дослідження ELOQUENT 3 призвели до схвалення FDA елотузумабу в комбінації з помалідомідом та дексаметазоном у 2018 році.

## Медичне використання

### Множинна мієлома
Елотузумаб показаний дорослим пацієнтам у комбінованому лікуванні множинної мієломи, які отримали від 1 до 3 попередніх видів терапії. Для медичного застосування у пацієнтів з множинною мієломою елотузумаб можна комбінувати або з леналідомідом та дексаметазоном, або з помалідомідом та дексаметазоном.

## Дозування та застосування

### У комбінації з леналідомідом та дексаметазоном
У вклаенні до упаковки зазначено, що для лікування елотузумабом прийнятним є внутрішньовенне введення 10 мг/кг щотижня протягом перших 2 циклів (кожен цикл триває 28 днів) та кожні 2 тижні після цього, з відповідними дозами леналідоміду та низькою дозою дексаметазону. Для отримання додаткової інформації щодо дозування дексаметазону та/або леналідоміду необхідно звернутися до вкладення в упаковці.

### У комбінації з помалідомідом та дексаметазоном
Елотузумаб рекомендується вводити внутрішньовенно у дозі 10 мг/кг щотижня протягом перших 2 циклів (кожен цикл триває 28 днів). На початку 3-го циклу вводиться 20 мг/кг кожні 4 тижні, одночасно вводиться рекомендована доза помалідоміду та низька доза дексаметазону. Для отримання додаткової інформації щодо дозування дексаметазону та/або помалідоміду необхідно звернутися до вкладення в упаковці.

## Побічні ефекти
Для оцінки побічних реакцій у дослідженні Eloquent 2 елотузумаб комбінували з леналідомідом та дексаметазоном, і порівнювали з леналідомідом та дексаметазоном окремо. Найпоширенішими побічними реакціями (20 % або вище), що спостерігалися у пацієнтів, які отримували елотузумаб у дослідженні, були підвищена втомлюваність, діарея, гарячка, запор, кашель, периферична нейропатія, назофарингіт, інфекції верхніх дихальних шляхів, зниження апетиту та пневмонія. Аналогічно, побічні реакції в дослідженні Eloquent 3 досліджувалися шляхом порівняння елотузумабу в комбінації з помалідомідом та дексаметазоном, та з помалідомідом та дексаметазоном окремо, були запор та гіперглікемія.

## Механізм дії
Елотузумаб — це імуностимулююче антитіло, що націлене на члена 7 родини сигнальних молекул активації лімфоцитів, також відомого як SLAMF7. SLAMF7 — це глікопротеїн на поверхні клітин, присутній на клітинах мієломи, природних кілерах, плазматичних клітинах та частині імунних клітин гемопоетичного ряду. Елотузумаб діє шляхом активації природних кілерів через шлях SLAMF7. Поряд з цим, SLAMF7 клітин мієломи є мішенню та позначеними для руйнування, опосередкованого природними клітинами-кілерами, через антитілозалежну клітинну токсичність.

## Клінічні дослідження

### Пробна версія Eloquent 2
У дослідженні «Терапія елотузумабом при рецидивуючій або рефрактерній множинній мієломі», також відомому як дослідження Eloquent 2, вивчалася ефективність та безпека елотузумабу. Метою дослідження було визначити, чи збільшить додавання елотузумабу до леналідоміду та дексаметазону виживаність без прогресування захворювання у пацієнтів з рефрактерною множинною мієломою. Це рандомізоване, відкрите, багатоцентрове дослідження ІІІ фази вивчало пацієнтів віком від 18 років з множинною мієломою та вимірюваним захворюванням. З 321 пацієнтом, віднесеним до групи елотузумабу, та 325 до контрольної групи, у групі елотузумабу спостерігалося значне відносне зниження ризику прогресування захворювання або смерті. Медіана виживаності без прогресування захворювання для групи елотузумабу становила 19,4 місяця порівняно з 14,9 місяцями в контрольній групі. Крім того, рівень відповіді для групи етолузумабу становив 79 % порівняно з контрольною групою, де він становив 66 %.

### Пробна версія Eloquent 3
У дослідженні Eloquent 3, також відомому як «Елотузумаб плюс помалідомід та дексаметазон для лікування множинної мієломи», 117 пацієнтів з рефрактерною або рецидивуючою множинною мієломою, які були рефрактерними до леналідоміду та інгібітора протеази, були рандомізовані або в групу елотузумабу, або в контрольну групу. Група елотузумабу, що складалася з 60 пацієнтів, отримувала елотузумаб з помалідомідом та дексаметазоном, а контрольна група, що складалася з 57 пацієнтів, отримувала лише помалідомід та дексаметазон. Серед пацієнтів, у яких лікування леналідомідом та інгібітором протеази не дало результатів, смерть або ризик прогресування були значно нижчими в групі дослідження елотузумабу. Медіана виживання без прогресування захворювання в групі дослідження елотузумабу становила 10,3 місяця порівняно з 4,7 місяцями в контрольній групі дослідження після 9,1-місячного періоду спостереження.